# Sergio Messen
Sergio Iván Messen Angarita (Santiago del Cile, 8 marzo 1949 – Santiago del Cile, 1º gennaio 2010) è stato un calciatore cileno, di ruolo centrocampista.

## Carriera

### Club
Ha giocato nella prima divisione cilena.

### Nazionale
Con la nazionale cilena ha giocato 11 partite e ha segnato 2 gol.

## Palmarès

### Club

#### Competizioni nazionali
- Campionato cileno: 2

Colo-Colo: 1972
Palestino: 1978
- Copa Chile: 2

Palestino: 1975, 1977